# Raunioluoto
Raunioluoto är en ö i Finland. Den ligger i sjön Saimen och i kommunerna Savitaipale och Sankt Michel och landskapen  Södra Karelen och Södra Savolax, i den södra delen av landet, 200 km nordost om huvudstaden Helsingfors. Öns area är omkring 400 kvadratmeter och dess största längd är 40 meter i öst-västlig riktning. Ön utgör ett markerat hörn på gränsen mellan landskapen så att gränsen åt väster fortsätter över Ellinkallio en knapp kilometer bort, och åt nordnordöst över Hepoluoto 1,8 kilometer ifrån Raunioluoto.